# Mark Dinning

Millionenseller Teen Angel auf MGM

Mark Dinning (* 17. August 1933 als Max E. Dinning nahe Drury, Grant County, Oklahoma; † 22. März 1986 in Jefferson City, Missouri) war ein US-amerikanischer Popsänger. Mit seinem Song Teen Angel erreichte er in den USA einen Nummer-eins-Hit.

## Musikalische Anfänge
In Oklahoma geboren, wuchs Dinning auf einer Farm bei Nashville, Tennessee auf. Er entstammte einer musikbegeisterten Familie und war das jüngste von neun Kindern. Drei seiner älteren Schwestern – Lou sowie die Zwillinge Ginger und Jean – bildeten die Gesangsgruppe The Dinning Sisters und landeten Ende der 1940er Jahre mit ihrer Single Buttons and Bows einen Top-Hit in den USA. Eine Zeit lang war Clara Ann Fowler Mark Dinnings Babysitterin – sie wurde später als Patti Page eine bekannte Sängerin. Mark selbst lernte elektrische Gitarre spielen und verlegte sich zunächst auf Country-Musik. Anfang 1957 erhielt er mithilfe des Musikverlegers Wesley Rose, bei dem er vorgespielt hatte, einen Schallplattenvertrag bei MGM Records, doch seinen ersten Aufnahmen war kein großer Erfolg beschieden.

## Schallplattenkarriere
Die Wende kam mit dem Song Teen Angel, den Dinnings Schwester Jean zusammen mit ihrem Ehemann Red Surrey geschrieben hatte. Der Titel wurde auf Dinnings sechste MGM-Single gepresst und im Dezember 1959 auf den Markt gebracht. Da der Song wegen seines morbiden Inhalts als Death-Disc gebannt wurde, boykottierten ihn zunächst die meisten Radiostationen. Erst als ein Chicagoer Discjockey den Boykott durchbrach, landete Teen Angel auch in den Hot 100 des US-Musikmagazins Billbord, wo er schließlich im Februar 1960 Platz eins erreichte. Er wurde mehr als 3,5 Millionen Mal verkauft und von der Plattenindustrie mit der Goldenen Schallplatte ausgezeichnet. Auf diese Weise bekannt geworden, konnte Dinning in den folgenden zwölf Monaten weitere drei Titel in den Hot 100 unterbringen, die jedoch den Erfolg von Teen Angel nicht erreichten.
1963 lief Dinnings Vertrag bei MGM aus, nachdem dort mit ihm 16 Singles und zwei Langspielplatten produziert worden waren. Anschließend hatte er bei verschiedenen Plattenfirmen nur kurzzeitige Engagements. Seine letzten Platten veröffentlichte er bei United Artists Records, wo zwischen 1967 und 1969 noch einmal vier Singles produziert wurden.

## Weiterer Lebenslauf
Noch während der 1960er zog Mark Dinning mit seinem Bruder Ace durch den Süden der USA, wo die beiden in den Clubs Konzerte gaben. 1973 war sein Erfolgssong Teen Angel Teil des Soundtracks von American Graffiti. Später wurde er alkoholkrank, und nach einem Auftritt 1986 in Jefferson City, Missouri erlitt er einen Herzanfall, an dessen Folgen er am 22. März im Alter von 52 Jahren starb. Er wurde auf dem Dry Fork Friedhof bei Guthrie im Callaway County, Missouri beigesetzt.

## US-Diskografie

### LPs
| Titel      | Katalog-Nr. | Veröffentlichung |
| ---------- | ----------- | ---------------- |
| Teen Angel | MGM 3828    | 1960             |
| Wanderin’  | MGM 3855    | 1960             |

### Vinyl-Singles
| A/B-Seite                                               | Katalog-Nr.    | Veröffentlichung |
| ------------------------------------------------------- | -------------- | ---------------- |
|                                                         | MGM            |                  |
| Shameful Ways / A Million Years Ago                     | 12447          | März 1957        |
| When You’re Tired of Breaking / School Fool             | 12553          | September 1957   |
| Do You Know / You Thrill Me                             | 12691          | 1958             |
| The Blackeyed Gypsy / Secretly in Love With You         | 12732          | November 1958    |
| A Life of Love / Cutie Cutie                            | 12775          | März 1959        |
| Teen Angel / Bye Now Baby                               | 12845          | Dezember 1959    |
| A Star Is Born / You Win Again                          | 12888          | März 1960        |
| The Lovin’ Touch / Come Back to Me                      | 12929          | Juli 1960        |
| She Cried on My Shoulder / The World Is Gettin’ Smaller | 12958          | November 1960    |
| Top Forty, News, Weather and Sports / Suddenly          | 12980          | Januar 1961      |
| Can’t Forget / Another Lonely Girl                      | 13007          | April 1961       |
| Turn Me On / Lonely Island                              | 13024          | Juli 1961        |
| In a Matter of Moments / What Will My Mary Say          | 13048          | November 1961    |
| All of This for Sally / The Pickup                      | 13061          | Februar 1962     |
| I Catch Myself Crying / She’s Changed                   | 13091          | August 1962      |
| The Twelfth of Never / Somebody Catch Me Kissin’ Mary   | 13150          | Juni 1963        |
|                                                         | Cameo          |                  |
| January / Joey                                          | 299            | Februar 1964     |
| Should We Do It / Call Her Your Sweetheart              | 313            | April 1964       |
|                                                         | Hickory        |                  |
| Dial AL 1-4883 / I’m Glad We Fell in Love               | 1293           | Februar 1965     |
| There Stands A Lady / The Last Rose                     | 1368           | Februar 1966     |
| He Reminds Me of Me / Run Opie Run                      | 1404           | August 1966      |
|                                                         | United Artists |                  |
| It’s Such a Pretty World Today / Atlanta Georgia Stray  | 50169          | Juni 1967        |
| Hangin’ On / Maggie                                     | 50225          | November 1967    |
| Throw a Little Love My Way / A Dissatisfied Man         | 50305          | August 1968      |
| How Little Man Care / Lemon Yellow                      | 50540          | Mai 1969         |

## Chartplatzierungen
Singles

| Jahr | Titel Album                           | Höchstplatzierung, Gesamtwochen, AuszeichnungChartplatzierungen (Jahr, Titel, Album, Platzierungen, Wochen, Auszeichnungen, Anmerkungen) | Höchstplatzierung, Gesamtwochen, AuszeichnungChartplatzierungen (Jahr, Titel, Album, Platzierungen, Wochen, Auszeichnungen, Anmerkungen) | Höchstplatzierung, Gesamtwochen, AuszeichnungChartplatzierungen (Jahr, Titel, Album, Platzierungen, Wochen, Auszeichnungen, Anmerkungen) | Anmerkungen |
| Jahr | Titel Album                           | UK | US | R&B | Anmerkungen |
| ---- | ------------------------------------- | --- | --- | --- | ----------- |
| 1960 | Teen Angel –                          | UK37 (4 Wo.)UK | US1 (18 Wo.)US | R&B5 (8 Wo.)R&B |             |
| 1960 | A Star Is Born (A Love Has Died) –    | — | US68 (6 Wo.)US | — |             |
| 1960 | The Lovin’ Touch –                    | — | US84 (6 Wo.)US | — |             |
| 1961 | Top Forty, News, Weather And Sports – | — | US81 (6 Wo.)US | — |             |